# Santa Maria d'Oló (kommun)
Santa Maria d'Oló är en kommun i Spanien.   Den ligger i provinsen Província de Barcelona och regionen Katalonien, i den östra delen av landet, 500 km öster om huvudstaden Madrid. Antalet invånare är 1 048. Arean är 66 kvadratkilometer. Santa Maria d'Oló gränsar till Sant Feliu Sasserra, Oristà, Muntanyola, Santa Eulàlia de Riuprimer, L'Estany, Moià, Avinyó och Sant Bartomeu del Grau. 
Terrängen i Santa Maria d'Oló är huvudsakligen kuperad, men åt nordväst är den platt.